# Бурьеж
Бурье́ж (фр. Bouriège) — коммуна во Франции, находится в регионе Лангедок — Руссильон. Департамент коммуны — Од. Входит в состав кантона Лиму. Округ коммуны — Лиму.
Код INSEE коммуны — 11045.

## Население
Население коммуны на 2008 год составляло 139 человек.
| 1962 | 1968 | 1975 | 1982 | 1990 | 1999 | 2008 |
| ---- | ---- | ---- | ---- | ---- | ---- | ---- |
| 126  | 160  | 148  | 152  | 136  | 140  | 139  |

## Экономика
В 2007 году среди 92 человек в трудоспособном возрасте (15—64 лет) 71 были экономически активными, 21 — неактивными (показатель активности — 77,2 %, в 1999 году было 67,9 %). Из 71 активных работали 63 человека (33 мужчины и 30 женщин), безработных было 8 (2 мужчин и 6 женщин). Среди 21 неактивных 6 человек были учениками или студентами, 12 — пенсионерами, 3 были неактивными по другим причинам.